# قعرة الدومة
قعرة الدومة، قرية من قرى محافظة العلا، والتابعة لمنطقة المدينة المنورة في السعودية.